# Hirschberg (rhode)
Hirschberg (toponimo tedesco) è stato un comune svizzero (rhode) del Canton Appenzello.

## Storia
Inizialmente appartenente a Trogen, nel 1597 fu ripartito in due parti, Oberhirschberg e Unterhirschberg, che subirono destini differenti. Unterhirschberg nel 1638 fu assegnato a Walzenhausen (Appenzello Esterno), mentre Oberhirschberg fu ulteriormente ripartito: gli abitanti riformati nel 1688 passarono a Reute (Appenzello Esterno), mentre i cattolici fecero capo a Oberegg (Appenzello Interno) e nel 1872 furono accorpati all'altra rhode soppressa di Oberegg per formare il nuovo distretto di Oberegg.